# Grand Prix Węgier 2023
Grand Prix Węgier 2023, oficjalnie Formula 1 Qatar Airways Hungarian Grand Prix 2023 – formalnie dwunasta runda Mistrzostw Świata Formuły 1 w sezonie 2023. Grand Prix odbyło się w dniach 21–23 lipca 2023 na torze Hungaroring w Mogyoródzie. Wyścig wygrał Max Verstappen (Red Bull Racing), a na podium kolejno stanęli Lando Norris (McLaren) oraz Sergio Pérez (Red Bull Racing).

## Lista startowa
| Nr          | Kierowca         | Zespół                                | Samochód                          | Silnik              | Opony |
| ----------- | ---------------- | ------------------------------------- | --------------------------------- | ------------------- | ----- |
| 1           | Max Verstappen   | Oracle Red Bull Racing                | Red Bull RB19                     | Honda RBPTH001      | P     |
| 2           | Logan Sargeant   | Williams Racing                       | Williams FW45                     | Mercedes-AMG F1 M14 | P     |
| 3           | Daniel Ricciardo | Scuderia AlphaTauri                   | AlphaTauri AT04                   | Honda RBPTH001      | P     |
| 4           | Lando Norris     | McLaren F1 Team                       | McLaren MCL60                     | Mercedes-AMG F1 M14 | P     |
| 10          | Pierre Gasly     | BWT Alpine F1 Team                    | Alpine A523                       | Renault E-Tech RE23 | P     |
| 11          | Sergio Pérez     | Oracle Red Bull Racing                | Red Bull RB19                     | Honda RBPTH001      | P     |
| 14          | Fernando Alonso  | Aston Martin Aramco Cognizant F1 Team | Aston Martin AMR23                | Mercedes-AMG F1 M14 | P     |
| 16          | Charles Leclerc  | Scuderia Ferrari                      | Ferrari SF-23                     | Ferrari 066/10      | P     |
| 18          | Lance Stroll     | Aston Martin Aramco Cognizant F1 Team | Aston Martin AMR23                | Mercedes-AMG F1 M14 | P     |
| 20          | Kevin Magnussen  | MoneyGram Haas F1 Team                | Haas VF-23                        | Ferrari 066/10      | P     |
| 22          | Yūki Tsunoda     | Scuderia AlphaTauri                   | AlphaTauri AT04                   | Honda RBPTH001      | P     |
| 23          | Alexander Albon  | Williams Racing                       | Williams FW45                     | Mercedes-AMG F1 M14 | P     |
| 24          | Zhou Guanyu      | Alfa Romeo F1 Team Stake              | Alfa Romeo C43                    | Ferrari 066/10      | P     |
| 27          | Nico Hülkenberg  | MoneyGram Haas F1 Team                | Haas VF-23                        | Ferrari 066/10      | P     |
| 31          | Esteban Ocon     | BWT Alpine F1 Team                    | Alpine A523                       | Renault E-Tech RE23 | P     |
| 44          | Lewis Hamilton   | Mercedes-AMG PETRONAS F1 Team         | Mercedes-AMG F1 W14 E Performance | Mercedes-AMG F1 M14 | P     |
| 55          | Carlos Sainz Jr. | Scuderia Ferrari                      | Ferrari SF-23                     | Ferrari 066/10      | P     |
| 63          | George Russell   | Mercedes-AMG PETRONAS F1 Team         | Mercedes-AMG F1 W14 E Performance | Mercedes-AMG F1 M14 | P     |
| 77          | Valtteri Bottas  | Alfa Romeo F1 Team Stake              | Alfa Romeo C43                    | Ferrari 066/10      | P     |
| 81          | Oscar Piastri    | McLaren F1 Team                       | McLaren MCL60                     | Mercedes-AMG F1 M14 | P     |
| Źródło: FIA |                  |                                       |                                   |                     |       |

## Wyniki

### Zwycięzcy sesji treningowych
| Sesja       | Nr | Kierowca        | Konstruktor | Czas     | Okr. |
| ----------- | -- | --------------- | ----------- | -------- | ---- |
| 1           | 63 | George Russell  | Mercedes    | 1:38,795 | 13   |
| 2           | 16 | Charles Leclerc | Ferrari     | 1:17,686 | 20   |
| 3           | 44 | Lewis Hamilton  | Mercedes    | 1:17,811 | 20   |
| Źródło: FIA |    |                 |             |          |      |

### Kwalifikacje
| P                    | Nr | Kierowca         | Konstruktor                  | Czasy w kwalifikacjach | Czasy w kwalifikacjach | Czasy w kwalifikacjach | Poz. s. |
| P                    | Nr | Kierowca         | Konstruktor                  | Q1                     | Q2                     | Q3                     | Poz. s. |
| -------------------- | -- | ---------------- | ---------------------------- | ---------------------- | ---------------------- | ---------------------- | ------- |
| 1                    | 44 | Lewis Hamilton   | Mercedes                     | 1:18,577               | 1:17,427               | 1:16,609               | 1       |
| 2                    | 1  | Max Verstappen   | Red Bull Racing-Honda RBPT   | 1:18,318               | 1:17,547               | 1:16,612               | 2       |
| 3                    | 4  | Lando Norris     | McLaren-Mercedes             | 1:18,697               | 1:17,328               | 1:16,694               | 3       |
| 4                    | 81 | Oscar Piastri    | McLaren-Mercedes             | 1:18,464               | 1:17,571               | 1:16,905               | 4       |
| 5                    | 24 | Zhou Guanyu      | Alfa Romeo-Ferrari           | 1:18,143               | 1:17,700               | 1:16,971               | 5       |
| 6                    | 16 | Charles Leclerc  | Ferrari                      | 1:18,440               | 1:17,580               | 1:16,992               | 6       |
| 7                    | 77 | Valtteri Bottas  | Alfa Romeo-Ferrari           | 1:18,775               | 1:17,563               | 1:17,034               | 7       |
| 8                    | 14 | Fernando Alonso  | Aston Martin Aramco-Mercedes | 1:18,580               | 1:17,701               | 1:17,035               | 8       |
| 9                    | 11 | Sergio Pérez     | Red Bull Racing-Honda RBPT   | 1:18,360               | 1:17,675               | 1:17,045               | 9       |
| 10                   | 27 | Nico Hülkenberg  | Haas-Ferrari                 | 1:18,695               | 1:17,652               | 1:17,186               | 10      |
| 11                   | 55 | Carlos Sainz Jr. | Ferrari                      | 1:18,393               | 1:17,703               |                        | 11      |
| 12                   | 31 | Esteban Ocon     | Alpine-Renault               | 1:18,854               | 1:17,841               |                        | 12      |
| 13                   | 3  | Daniel Ricciardo | AlphaTauri-Honda RBPT        | 1:18,906               | 1:18,002               |                        | 13      |
| 14                   | 18 | Lance Stroll     | Aston Martin Aramco-Mercedes | 1:18,782               | 1:18,144               |                        | 14      |
| 15                   | 10 | Pierre Gasly     | Alpine-Renault               | 1:18,743               | 1:18,217               |                        | 15      |
| 16                   | 23 | Alexander Albon  | Williams-Mercedes            | 1:18,917               |                        |                        | 16      |
| 17                   | 22 | Yūki Tsunoda     | AlphaTauri-Honda RBPT        | 1:18,919               |                        |                        | 17      |
| 18                   | 63 | George Russell   | Mercedes                     | 1:19,027               |                        |                        | 18      |
| 19                   | 20 | Kevin Magnussen  | Haas-Ferrari                 | 1:19,206               |                        |                        | 19      |
| 20                   | 2  | Logan Sargeant   | Williams-Mercedes            | 1:19,248               |                        |                        | 20      |
| 107% czasu: 1:23,613 |    |                  |                              |                        |                        |                        |         |
| Źródło: FIA          |    |                  |                              |                        |                        |                        |         |

### Wyścig
| P           | Nr | Kierowca         | Konstruktor                  | Okr. | Czas             | Start | +/−       | Punkty |
| ----------- | -- | ---------------- | ---------------------------- | ---- | ---------------- | ----- | --------- | ------ |
| 1           | 1  | Max Verstappen   | Red Bull Racing-Honda RBPT   | 70   | 1:38:08,634      | 2     | 1         | 25+1   |
| 2           | 4  | Lando Norris     | McLaren-Mercedes             | 70   | +33,731          | 3     | 1         | 18     |
| 3           | 11 | Sergio Pérez     | Red Bull Racing-Honda RBPT   | 70   | +37,603          | 9     | 6         | 15     |
| 4           | 44 | Lewis Hamilton   | Mercedes                     | 70   | +39,134          | 1     | 3         | 12     |
| 5           | 81 | Oscar Piastri    | McLaren-Mercedes             | 70   | +1:02,572        | 4     | 1         | 10     |
| 6           | 63 | George Russell   | Mercedes                     | 70   | +1:05,825        | 18    | 12        | 8      |
| 7           | 16 | Charles Leclerc  | Ferrari                      | 70   | +1:10,317        | 6     | 1         | 4      |
| 8           | 55 | Carlos Sainz Jr. | Ferrari                      | 70   | +1:11,073        | 11    | 3         | 2      |
| 9           | 14 | Fernando Alonso  | Aston Martin Aramco-Mercedes | 70   | +1:15,709        | 8     | 1         | 1      |
| 10          | 18 | Lance Stroll     | Aston Martin Aramco-Mercedes | 69   | +1 okrążenia     | 14    | 4         |        |
| 11          | 23 | Alexander Albon  | Williams-Mercedes            | 69   | +1 okrążenia     | 16    | 5         |        |
| 12          | 77 | Valtteri Bottas  | Alfa Romeo-Ferrari           | 69   | +1 okrążenia     | 7     | 5         |        |
| 13          | 3  | Daniel Ricciardo | AlphaTauri-Honda RBPT        | 69   | +1 okrążenia     | 13    | Bez zmian |        |
| 14          | 27 | Nico Hülkenberg  | Haas-Ferrari                 | 69   | +1 okrążenia     | 10    | 4         |        |
| 15          | 22 | Yūki Tsunoda     | AlphaTauri-Honda RBPT        | 69   | +1 okrążenia     | 17    | 2         |        |
| 16          | 24 | Zhou Guanyu      | Alfa Romeo-Ferrari           | 69   | +1 okrążenia     | 5     | 11        |        |
| 17          | 20 | Kevin Magnussen  | Haas-Ferrari                 | 69   | +1 okrążenia     | 19    | 2         |        |
| 18          | 2  | Logan Sargeant   | Williams-Mercedes            | 67   | NU               | 20    | 2         |        |
| NS          | 31 | Esteban Ocon     | Alpine-Renault               | 2    | NU (uszkodzenia) | 12    |           |        |
| NS          | 10 | Pierre Gasly     | Alpine-Renault               | 1    | NU (uszkodzenia) | 15    |           |        |
| Źródło: FIA |    |                  |                              |      |                  |       |           |        |

Uwagi
1. ↑  Dodatkowy 1 punkt jest przyznawany kierowcy, który ustanowił najszybsze okrążenie w wyścigu, pod warunkiem, że ukończył wyścig w pierwszej 10.
2. ↑  Charles Leclerc ukończył wyścig na szóstym miejscu, ale otrzymał karę 5 sekund za przekroczenie prędkości w alei serwisowej[9].
3. ↑  Logan Sargeant został sklasyfikowany, ponieważ przejechał więcej niż 90% dystansu wyścigu.

### Najszybsze okrążenie
| Nr          | Kierowca       | Konstruktor                | Czas     | Okr. |
| ----------- | -------------- | -------------------------- | -------- | ---- |
| 1           | Max Verstappen | Red Bull Racing-Honda RBPT | 1:20,504 | 53   |
| Źródło: FIA |                |                            |          |      |

### Prowadzenie w wyścigu
| Nr                              | Kierowca       | Konstruktor                | Okrążenia | Suma |
| ------------------------------- | -------------- | -------------------------- | --------- | ---- |
| 1                               | Max Verstappen | Red Bull Racing-Honda RBPT | 1–70      | 70   |
| \| Wykres \| \| ------ \| \| \| |                |                            |           |      |
| Źródło: FIA                     |                |                            |           |      |
| Wykres                          |                |                            |           |      |
|                                 |                |                            |           |      |

## Klasyfikacja po wyścigu

### Kierowcy
| P           | +/−       | Kierowca         | Zgł. | Punkty | P1 | P2 | P3 | PP | NO | NS | NU |
| ----------- | --------- | ---------------- | ---- | ------ | -- | -- | -- | -- | -- | -- | -- |
| 1           | Bez zmian | Max Verstappen   | 11   | 281    | 9  | 2  | –  | 7  | 6  | –  | –  |
| 2           | Bez zmian | Sergio Pérez     | 11   | 171    | 2  | 2  | 2  | 2  | 2  | –  | –  |
| 3           | Bez zmian | Fernando Alonso  | 11   | 139    | –  | 2  | 4  | –  | –  | –  | –  |
| 4           | Bez zmian | Lewis Hamilton   | 11   | 133    | –  | 2  | 2  | 1  | 1  | –  | –  |
| 5           | 1         | George Russell   | 11   | 90     | –  | –  | 1  | –  | 1  | 2  | 2  |
| 6           | 1         | Carlos Sainz Jr. | 11   | 87     | –  | –  | –  | –  | –  | –  | –  |
| 7           | Bez zmian | Charles Leclerc  | 11   | 80     | –  | 1  | 1  | 1  | –  | 2  | 2  |
| 8           | 1         | Lando Norris     | 11   | 60     | –  | 2  | –  | –  | –  | –  | –  |
| 9           | 1         | Lance Stroll     | 11   | 45     | –  | –  | –  | –  | –  | 2  | 2  |
| 10          | Bez zmian | Esteban Ocon     | 11   | 31     | –  | –  | 1  | –  | –  | 3  | 4  |
| 11          | Bez zmian | Oscar Piastri    | 11   | 27     | –  | –  | –  | –  | –  | 1  | 1  |
| 12          | Bez zmian | Pierre Gasly     | 11   | 16     | –  | –  | –  | –  | –  | 1  | 3  |
| 13          | Bez zmian | Alexander Albon  | 11   | 11     | –  | –  | –  | –  | –  | 2  | 2  |
| 14          | Bez zmian | Nico Hülkenberg  | 11   | 9      | –  | –  | –  | –  | –  | 1  | 1  |
| 15          | Bez zmian | Valtteri Bottas  | 11   | 5      | –  | –  | –  | –  | –  | –  | –  |
| 16          | Bez zmian | Zhou Guanyu      | 11   | 4      | –  | –  | –  | –  | 1  | 1  | 1  |
| 17          | Bez zmian | Yūki Tsunoda     | 11   | 2      | –  | –  | –  | –  | –  | –  | –  |
| 18          | Bez zmian | Kevin Magnussen  | 11   | 2      | –  | –  | –  | –  | –  | 1  | 3  |
| 19          | Bez zmian | Logan Sargeant   | 11   | 0      | –  | –  | –  | –  | –  | 1  | 3  |
| 20          | Bez zmian | Nyck de Vries    | 10   | 0      | –  | –  | –  | –  | –  | 1  | 2  |
| 21          | N         | Daniel Ricciardo | 1    | 0      | –  | –  | –  | –  | –  | –  | –  |
| Źródło: FIA |           |                  |      |        |    |    |    |    |    |    |    |

### Konstruktorzy
| P           | +/−       | Konstruktor                  | Zgł. | Punkty | P1 | P2 | P3 | PP | NO | NS | NU |
| ----------- | --------- | ---------------------------- | ---- | ------ | -- | -- | -- | -- | -- | -- | -- |
| 1           | Bez zmian | Red Bull Racing-Honda RBPT   | 22   | 452    | 11 | 4  | 2  | 9  | 8  | –  | –  |
| 2           | Bez zmian | Mercedes                     | 22   | 223    | –  | 2  | 3  | 1  | 2  | 2  | 2  |
| 3           | Bez zmian | Aston Martin Aramco-Mercedes | 22   | 184    | –  | 2  | 4  | –  | –  | 2  | 2  |
| 4           | Bez zmian | Ferrari                      | 22   | 167    | –  | 1  | 1  | 1  | –  | 2  | 2  |
| 5           | Bez zmian | McLaren-Mercedes             | 22   | 87     | –  | 2  | –  | –  | –  | 1  | 1  |
| 6           | Bez zmian | Alpine-Renault               | 22   | 47     | –  | –  | 1  | –  | –  | 4  | 7  |
| 7           | Bez zmian | Williams-Mercedes            | 22   | 11     | –  | –  | –  | –  | –  | 3  | 5  |
| 8           | Bez zmian | Haas-Ferrari                 | 22   | 11     | –  | –  | –  | –  | –  | 2  | 4  |
| 9           | Bez zmian | Alfa Romeo-Ferrari           | 22   | 9      | –  | –  | –  | –  | 1  | 1  | 1  |
| 10          | Bez zmian | AlphaTauri-Honda RBPT        | 22   | 2      | –  | –  | –  | –  | –  | 1  | 2  |
| Źródło: FIA |           |                              |      |        |    |    |    |    |    |    |    |